# Löwenfell

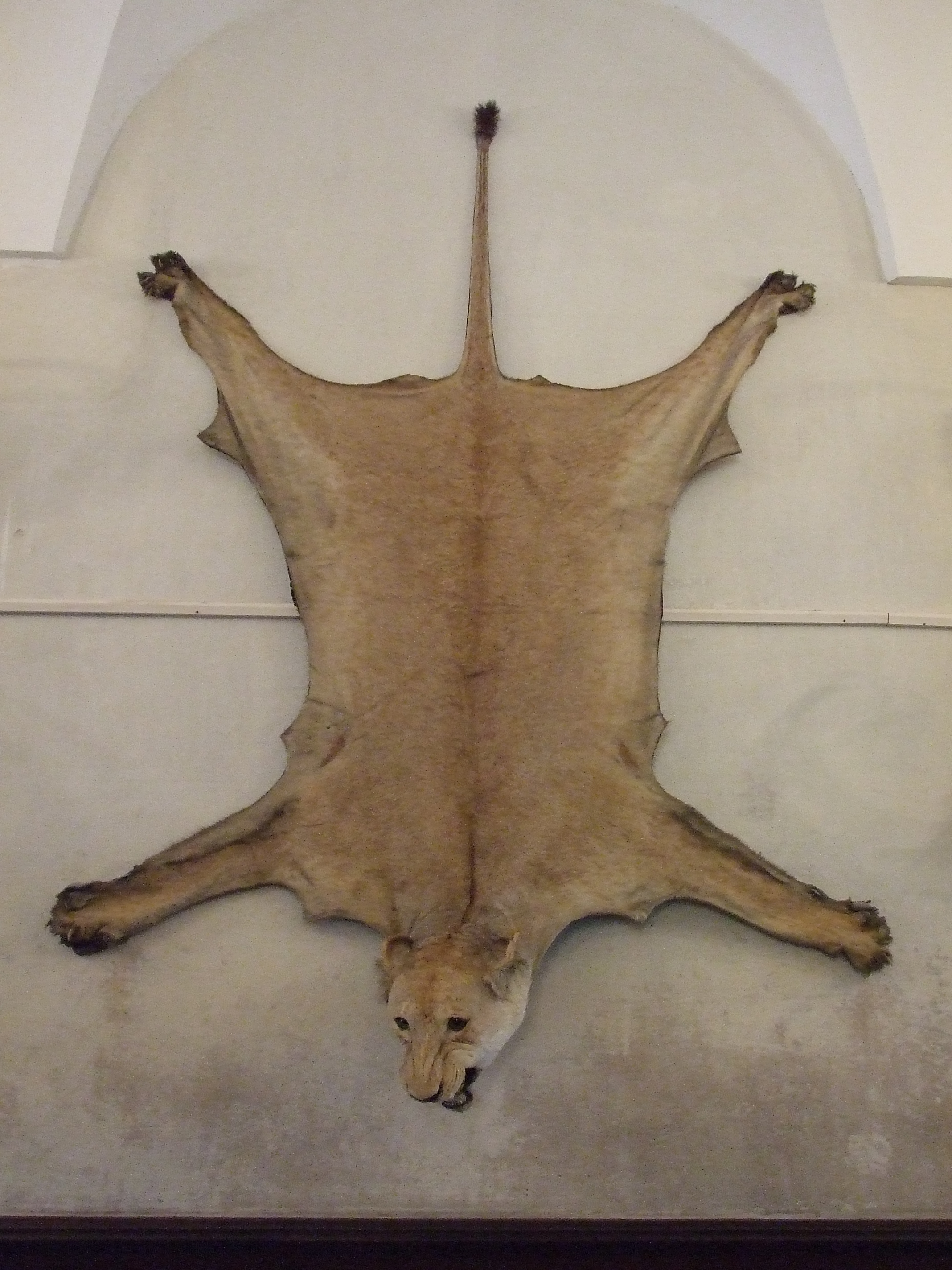
Löwinnenfell auf Schloss Opočno, Tschechien
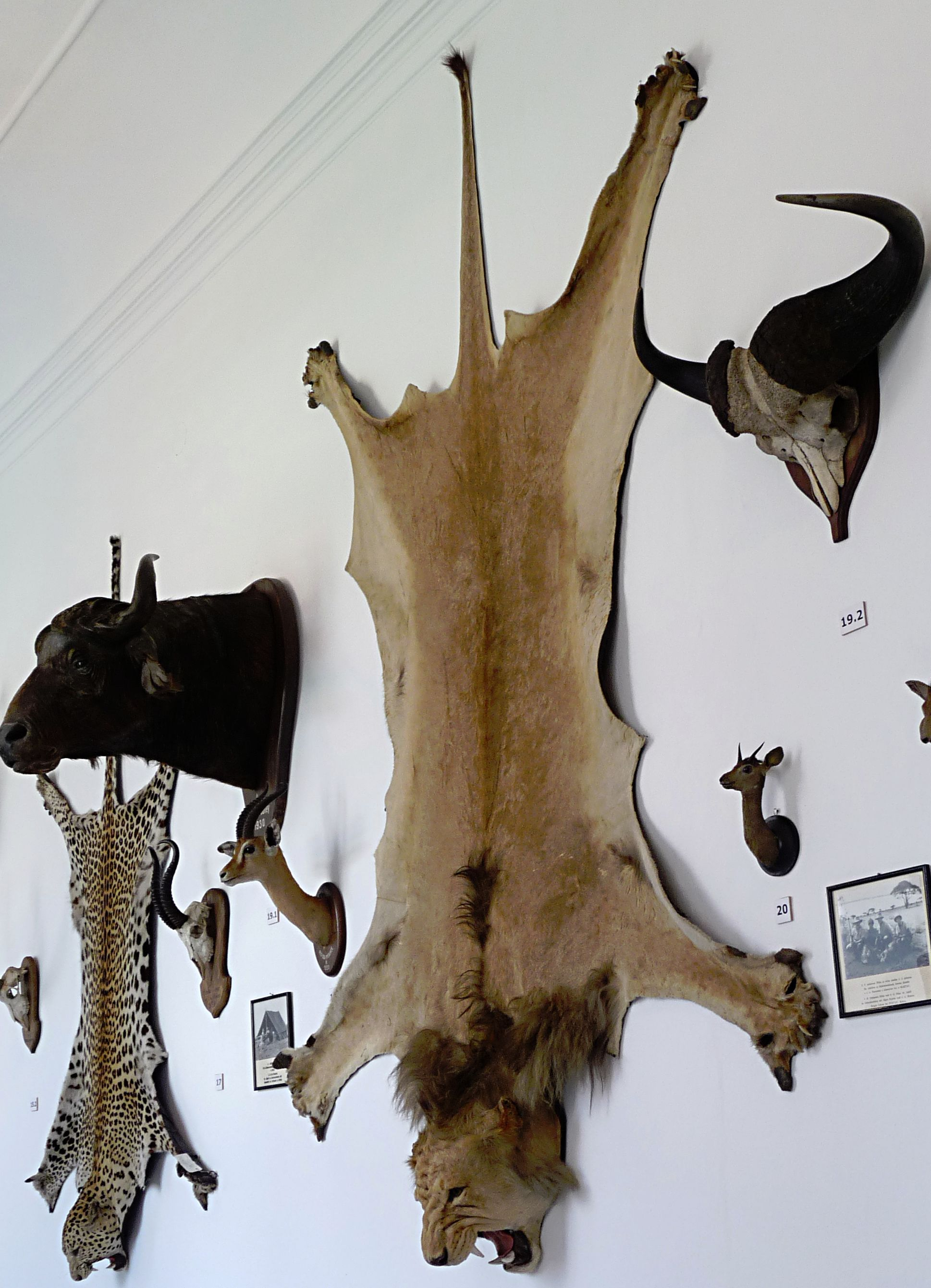
Löwenfell auf Jagdschloss Ohrada, Tschechien

Löwenfelle werden fast nur als Jagdtrophäen oder als Wandteppiche verwendet. Für moderne Bekleidung sind sie wenig attraktiv und infolge der groben und dicken Haare und der fehlenden Unterwolle ungeeignet.

## Geschichte, Verwendung

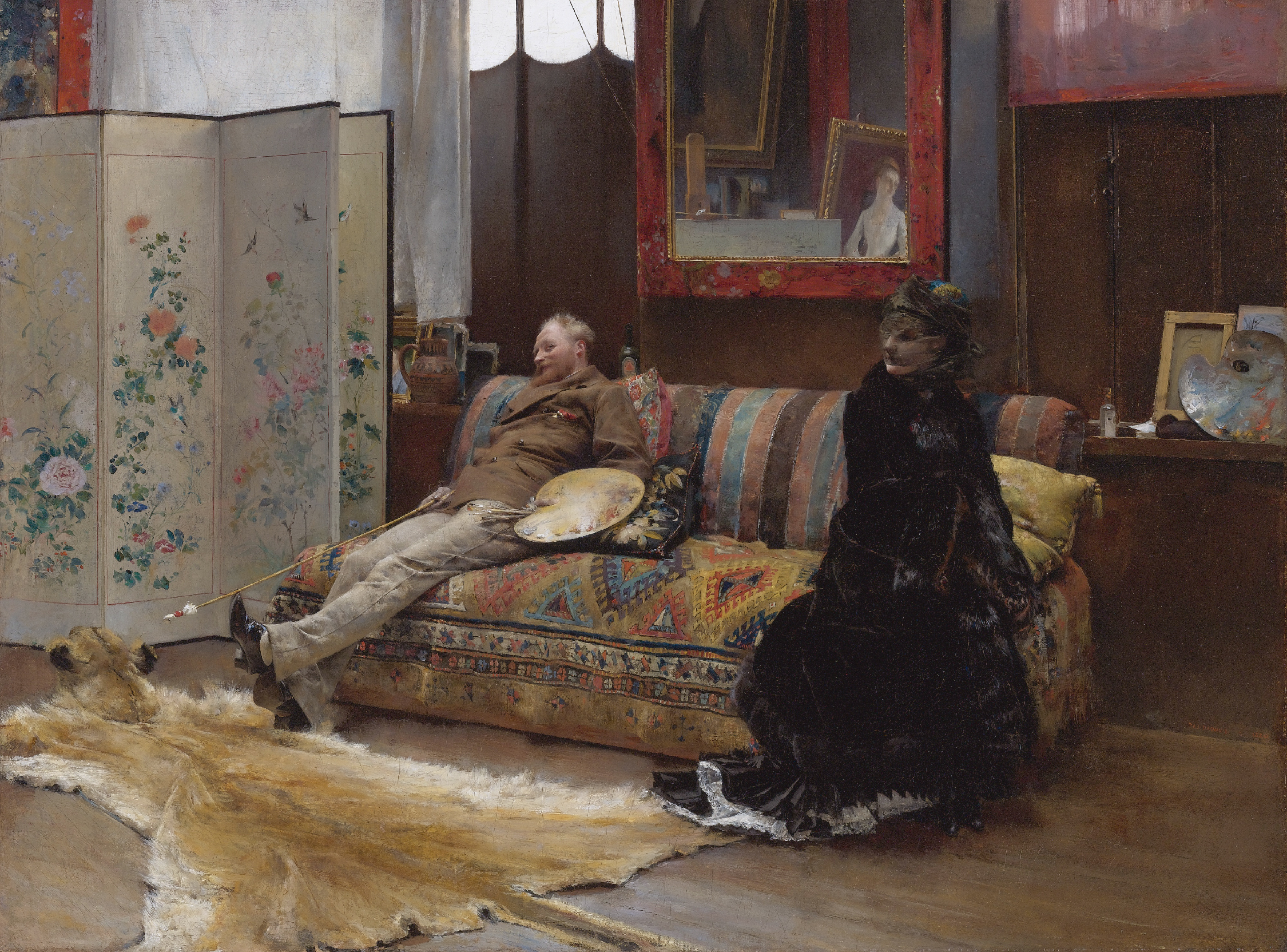
Löwenfell als Vorleger (Gustave Courtois, 1880)

Für heutige Kleidungszwecke ist das Löwenfell kaum verwendbar. Sein Aussehen ist nicht sonderlich ansprechend, die Haare sind, bis auf die Mähne und die Schwanzquaste recht kurz, dick und grob. In den Ursprungsländern diente es meist, schon aus klimatischen Gründen, nicht zum Wärmen, sondern den Männern als Schmuck und als Attribut der Jagd, der Stärke oder einer gesellschaftlich führenden Position. In der Mode der Neuzeit kamen Löwenfelle kaum vor, sie werden fast nur als Vorleger oder Wandbehänge gebraucht, wofür nur die Felle mit eindrucksvollen Mähnen gefragt sind. Größere Pelzgeschäfte nutzten früher die Felle zur Dekoration der Verkaufsräume. Auch diente das Fell „häuslichen Zwecken der Eingeborenen“.
Trotzdem war das Fell im Altertum hochgeschätzt. Die Äthiopier in Xerxes’ großer Armee trugen sämtlich Löwenfelle. Im Mittleren Reich Ägyptens befestigten sich die Herrscher Tierschweife an den Staatsgewändern. Nach Meinung einiger Experten waren im alten Ägypten allerdings Schakalschweife höher gewertet als Löwenschweife. Leoparden- und Löwenköpfen wurden sogar magische Kräfte zugeschrieben.
In vielen Darstellungen wird Herakles bzw. Herkules mit einem Löwenfell dargestellt. Der Nemeische Löwe war ein unverwundbares Wesen der griechischen Mythologie. Herakles würgte ihn zu Tode und balgte ihn mit dessen eigenen Krallen ab, denn nur diese waren in der Lage, die Haut des Tieres zu zerschneiden. Später nähte er sich aus dem Fell einen Umhang, der nun ihn fast unverwundbar machte. Nicht nur in der griechischen Sagenwelt trugen beispielsweise die Könige Agamemnon und Diomedes bei öffentlichen Anlässen ein Löwenfell, auch sonst galt es vielerorts als Symbol der Herrscherwürde.
Wie in fast allen Gegenden wurden auch in Äthiopien die anfallenden Löwenfelle vor allem im Land selbst genutzt. Dort wurden sie lokal für Paradeanzüge der Stammeshäuptlinge und anderer Würdenträger verwendet. Die Ausfuhr war sehr gering. Systematisch bejagt wurde der Löwe in Sidamo, im Arussiland, in Caffa, in Gimma, Somaliland und in der Seengegend. Der größte Teil ging als Tribut oder Huldigungsgeschenk an den Negushof.
Der Bare-knuckle-Boxer Tom Cribb erhielt 1821 bei seinem Rücktritt den ersten Meisterschaftsgürtel aus Löwenfell.
Als Nelson Mandela, Freiheitskämpfer und erster schwarzer südafrikanischer Präsident, im Jahr 2013 starb, wurde sein Körper zur Beisetzung in seinem Heimatdorf Qunu nach den Riten seines Xhosa-Stammes in ein Löwenfell gehüllt.
Im Jahr 1965 wurde der Fellverbrauch für eine für einen Löwenfellmantel ausreichende Felltafel mit 3 bis 4 Fellen angegeben (sogenanntes Mantel-„Body“). Zugrunde gelegt wurde eine Tafel mit einer Länge von 112 Zentimetern und einer durchschnittlichen Breite von 150 Zentimetern und einem zusätzlichen Ärmelteil. Das entspricht etwa einem Fellmaterial für einen leicht ausgestellten Mantel der Konfektionsgröße 46 des Jahres 2014. Die Höchst- und Mindest-Fellzahlen können sich durch die unterschiedlichen Größen der Geschlechter der Tiere, die Altersstufen sowie deren Herkunft ergeben. Je nach Pelzart wirken sich die drei Faktoren unterschiedlich stark aus.
Der Haltbarkeitskoeffizient für Kleidung aus Löwenfell wird mit 50 bis 60 Prozent angegeben.

## Fell

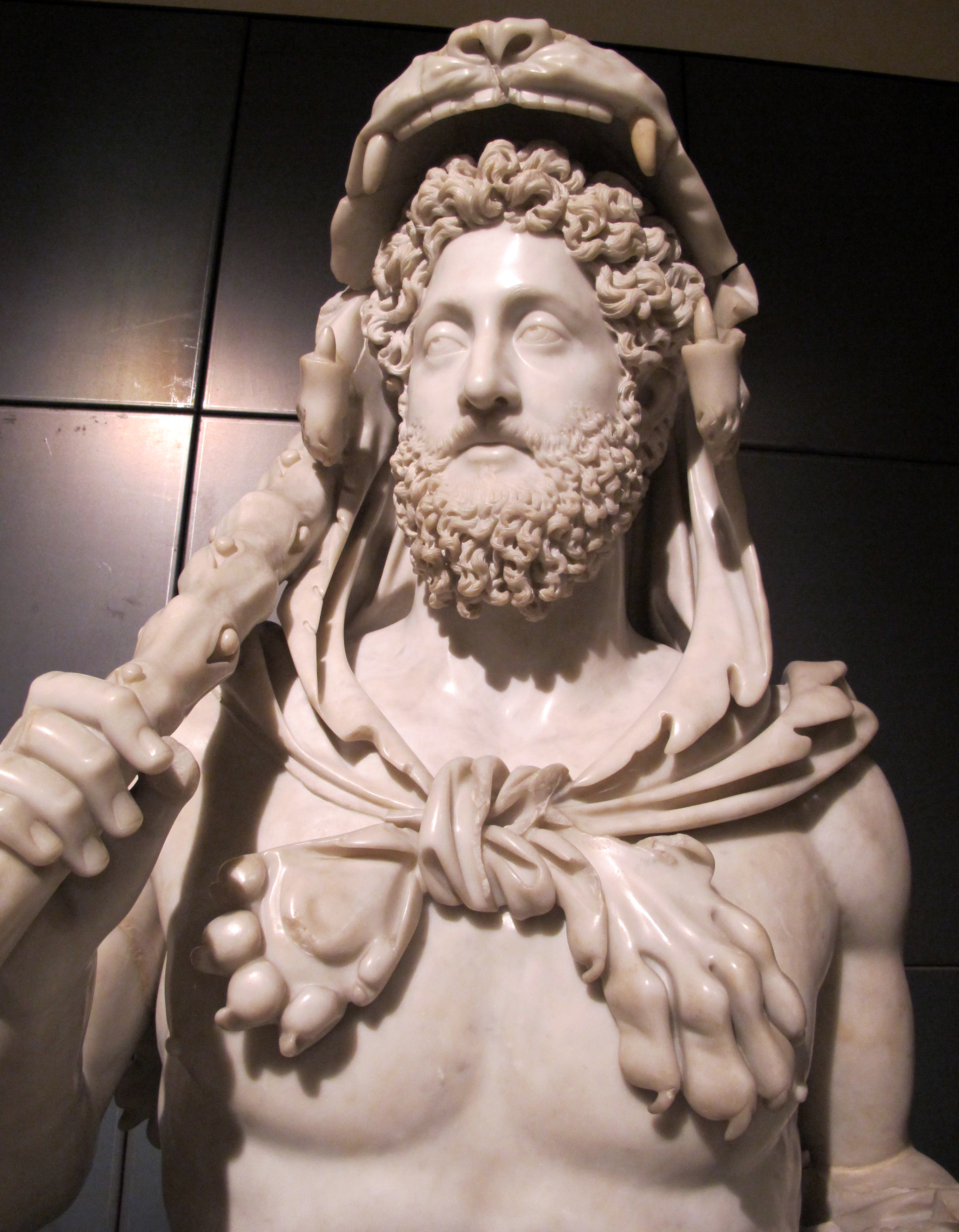
Herakles-Büste mit dem Fell des Nemeischen Löwen (Kolosseum, ca. 179‑192)

Nach dem Tiger ist der Löwe die zweitgrößte Katze. Männliche Tiere erreichen eine Kopfrumpflänge von 170 bis 250 Zentimetern, der Schwanz ist 90 bis 100 Zentimeter lang.
Die verhältnismäßig starken Haare sind kurz, höchstens 8 bis 20 Millimeter lang, und anliegend. Eine Unterwolle ist fast gar nicht vorhanden. Jungtierfelle sind wollig und weich. Nur männliche Exemplare haben eine Mähne. Sie breitet sich von den Wangen bis über die Schultern aus, seltener auch über Bauch und Brust. Die Form und die Farbe der Mähne variiert nicht nur zwischen Individuen, sondern auch beim selben Tier im Laufe des Lebens, in Abhängigkeit von der körperlichen Verfassung. Im Alter von ungefähr zwei Jahren ist die Mähne bereits gut sichtbar, ihren vollen Umfang hat sie im Alter von vier bis fünf Jahren erreicht. Das Mähnenhaar ist 8 bis 25 Zentimeter lang.
Der Schwanz der erwachsenen Tiere endet mit einer Quaste aus langen, gewöhnlich dunkel gefärbten Borsten, zwischen denen sich ein horniger Dorn befindet.
Die Färbung unterscheidet sich in den verschiedenen geographischen Vorkommen. Sie reicht von einheitlich graugelb bis rötlich-graugelb, ohne eine markante Zeichnung wie sonst bei den meisten anderen Katzenarten. Jungtiere haben jedoch eine eindrucksvolle Zeichnung schwarzbrauner Flecken und Rosetten auf graugelblichem Grund, die in mehr oder weniger ausdruckslosen Resten auch bei erwachsenen Exemplaren, besonders den Weibchen, erhalten bleiben können. Infolge der schwarzen Spitzen bei den stärkeren gelbbraunen Haaren erscheint das Fell öfters ganz leicht dunkel überzogen. Die Unterseite und die Beininnenseiten sind stets heller. Männchen sind etwas dunkler als Weibchen, die Mähne ist meist dunkelbraun, mit einzelnen schwarzen Haaren untermischt, kann aber auch schwarz, hellbraun oder rotbraun sein. Wirklich schwarze Löwen und wirkliche Albino-Löwen (mit roten Augen) sind nicht bekannt, die ersten weißen Löwen wurden 1975 in Südafrika im Wildgehege Timbavati im Kruger-Nationalpark gesehen.
Das Fellleder ist sehr kräftig und schwer.

## Unterscheidung nach Herkommen (nach M^{ÁZAK})

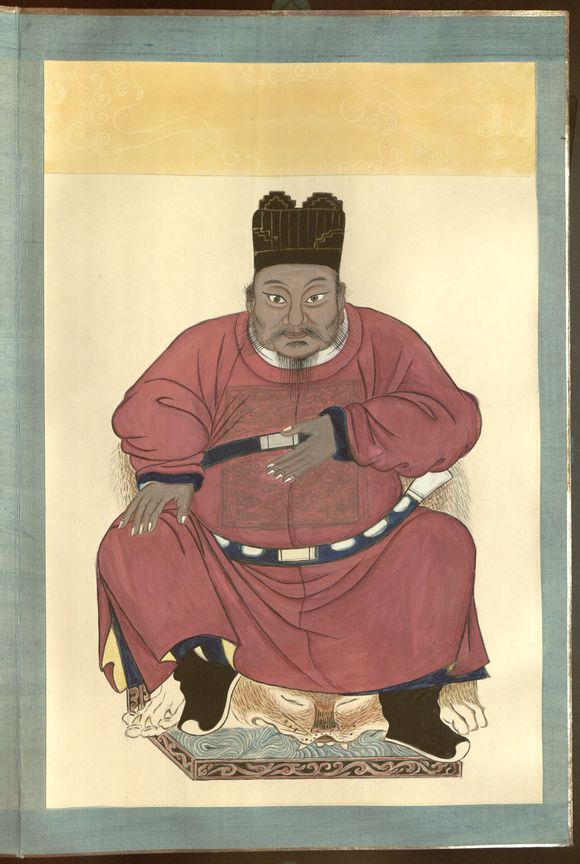
Mu Tu (1416–1433), Lijiang, Provinz Yunnan, China, auf einem Thron mit Löwenfell

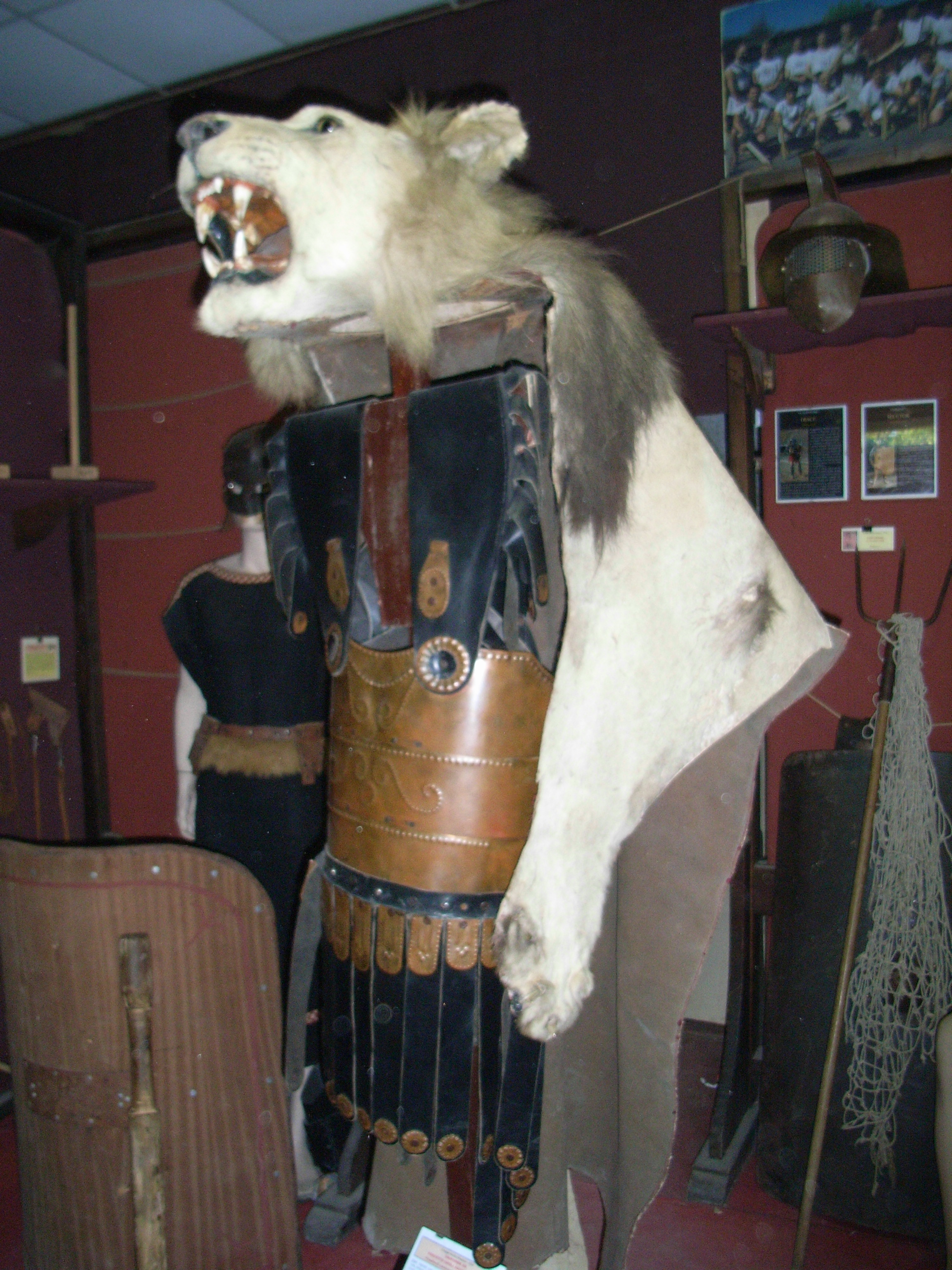
Nachgestellte Legionärsuniform mit Löwenfell

## Unterscheidung nach Herkommen(nach MÁZAK)
- Afrika

Berberlöwe
Die Berberlöwen wurde in den 1920er Jahren ausgerottet. Es handelte sich um große Tiere mit mächtiger Mähne aus langen Haaren, die den Hals, die Brust, die Schultern und Oberarme der vorderen Gliedmaßen, sowie den Bauch bedeckt. Auf den Ellenbogen befinden sich stark ausgebildete Haarbüschel.
Die Grundfärbung ist recht dunkel, grau-gelb-braun, die Haarspitzen sind oft schwarz.
Kopf und Halsmähne sind fahlgelb bis graubraun, nach hinten dunkler. Die Bauchmähne ist mattdunkelbraun bis fahlgelb durchsetzt. Die Haarbüschel am Ellenbogen sind ebenfalls dunkelbraun und fahlgelb durchsetzt.
Verbreitet waren die Berberlöwen im Atlasgebirge, Tunesien, Marokko und Algerien.
Nubischer Löwe

Penelope auf einem Stuhl mit Löwenfell (Franklin Simmons, Marmor, 1896)
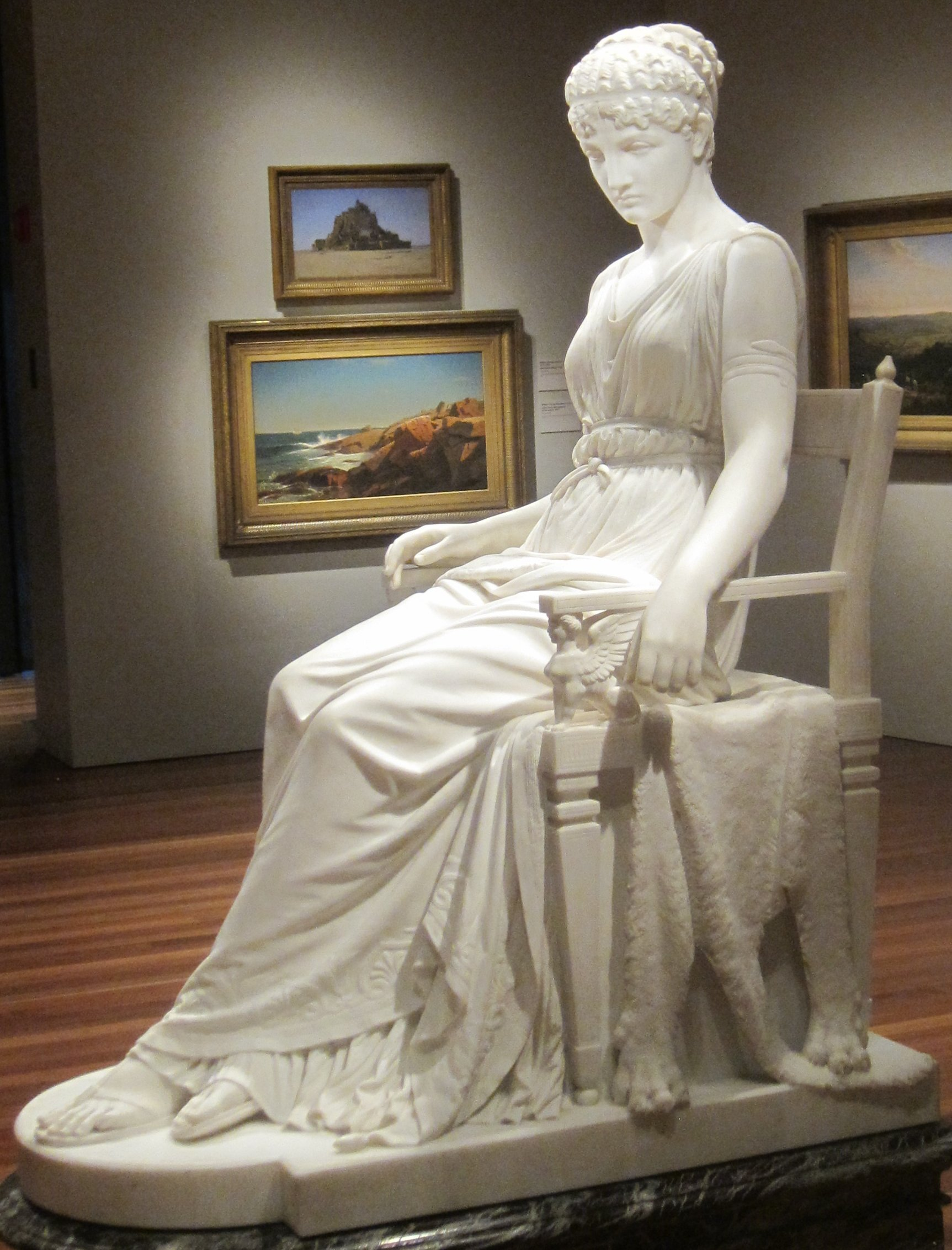
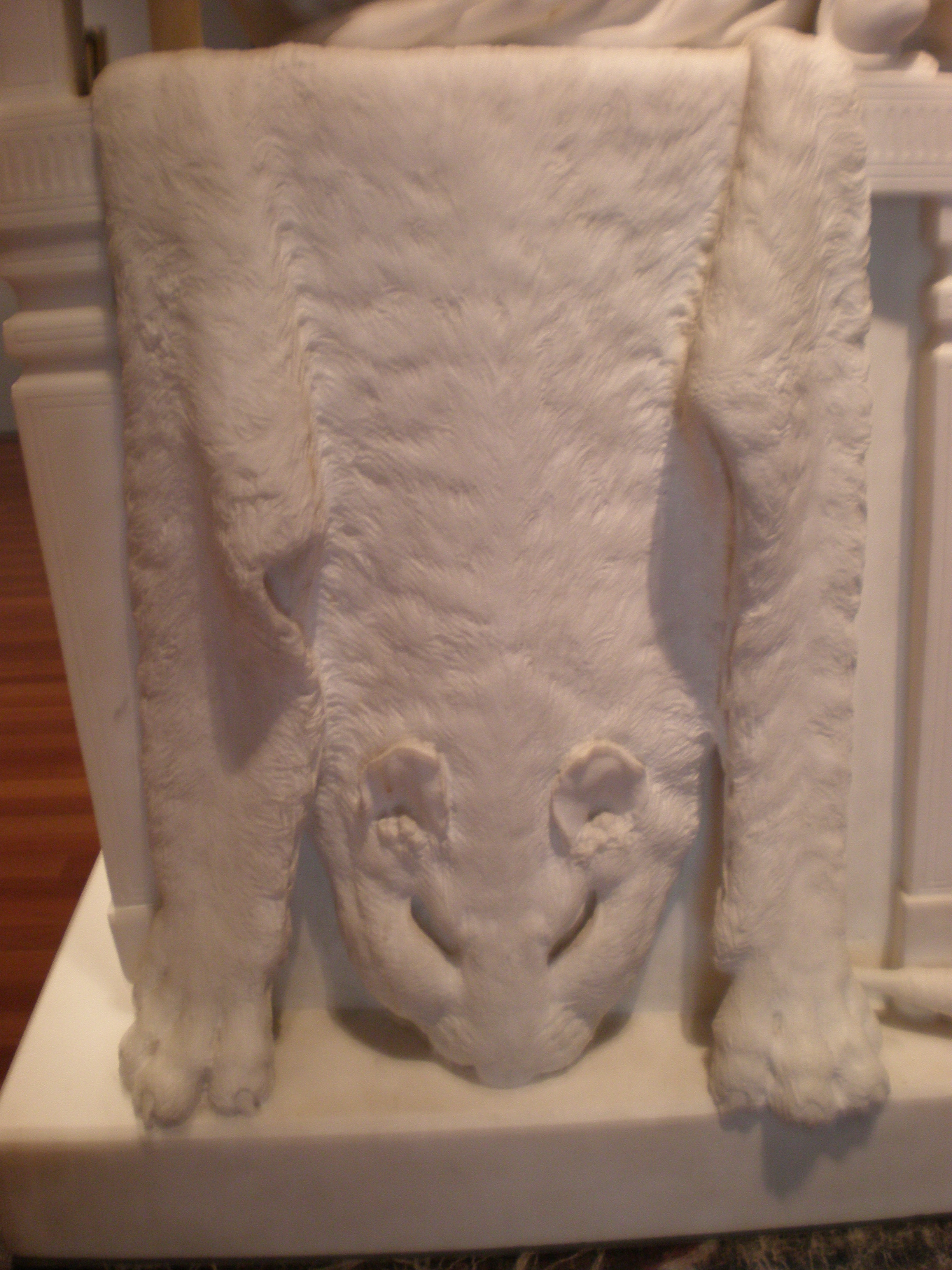

Eine ebenfalls ausgerottete kleinere bis mittelgroße Löwenrasse mit schwächerer Mähne, die Hals und Brust bedeckt und bis zu den Schulterblättern reicht. Der Oberarm ist oft mähnenlos, an den Ellenbogen sind Mähnenbüschel vorhanden, oft jedoch nur schwach ausgebildet. Die Bauchmähne fehlt immer. Die Grundfärbung ist meist lichter, fahlgelb bis rötlichgelb. Die Mähne ist hell, mit braunen Haaren untermischt.
An den Gliedmaßen und unverkennbar auch am Schwanz zeigen sich von der Umgebung nicht besonders scharf kontrastierende Querstreifen und Flecken, die regelmäßig bis zur Mannbarkeit als Zeichnungsspuren junger Tiere überdauern.
Genaue Angaben zur Körpergröße fehlen.
Verbreitung in Nubien, dem mittleren und unteren Niltal, dem Nordsudan und eventuell Libyen.
Senegallöwe
Mittelgroße Löwenrasse mit schwacher, verhältnismäßig oft fast fehlender Mähne. Soweit die Mähne ausgebildet ist, pflegt sie kurz zu sein und bedeckt den Hals und die Brust, hinten reicht sie mit einem schmalen Streifen bis zu den Schulterblättern. Die Oberarme sind immer mähnenlos; die Bauchmähne ist nie ausgebildet. Die Ellenbogen-Haarbüschel fehlen fast regelmäßig oder sind nur angedeutet.
Die Grundfärbung ist licht, fahlgelb bis rötlichgelb. Die Mähne hat die gleiche Farbe wie der Körper, nur manchmal ist sie mit braunen Haaren vermischt, die aber die Färbung nicht sehr wesentlich verdunkeln. Die Jungfleckung überdauert nicht so ausdrucksvoll bis zur Reife wie bei der vorgenannten Rasse, sie verschwindet eigentlich immer. Keine auffallenden Überaugenflecken.
Die Gesamtlänge der Männchen, Kopf- bis Schwanzende, beträgt durchschnittlich 250 Zentimeter.
Das Vorkommen ist Westafrika südwärts von der Saharawüste, von Senegal bis Kamerun und zum Gebiet des Tschadsees und zu Nord-Oubangi Chari.
Ostafrikanischer Löwe
Eine große Löwenrasse mit beträchtlichen Abweichungen in Färbung, Umfang sowie Größe und Färbung der Mähne. Die Mähne ist in der Regel viel besser ausgebildet als beim Senegallöwen. Sie bedeckt den Hals, die Brust und reicht bis über die Schulterblätter. Die Oberarme sind immer mähnenlos; eine Bauchmähne ist nicht vorhanden. An den Ellenbogen ist regelmäßig ein Haarbüschel. Neben den standardmäßig gut ausgebildeten Mähnen gibt es Exemplare mit einer sehr schönen langen Mähne, die aber auch nur die erwähnten Körperteile bedeckt. Des Weiteren kommen sehr schwach bemähnte oder praktisch mähnenlose Exemplare vor, bei denen sogar die Ellenbogen-Haarbüschel fehlen (oft aus Somaliland, auch aus Tanganjika).
Die Grundfärbung ist fahlgelb bis graugelb oder graurötlichgelb. Die Jungfleckung hält sich oft bis zur Reife, insbesondere bei den Weibchen, allerdings nicht so ausgeprägt wie beim nubischen Löwen. Die Oberaugenflecken sind nicht besonders markant und verhältnismäßig klein. Die Haarlänge schwankt zwischen 8 und 17 Millimeter.
Die Mähne kann licht, nur stellenweise mit braunen Haaren untermengt, jedoch auch ausdrucksvoll dunkel bis praktisch schwarz sein.
Männchen sind mit Schwanz 250 bis 300 Zentimeter lang, Weibchen 220 bis 270 Zentimeter.
Verbreitet ist der ostafrikanische Löwe in Somaliland, Äthiopien, Südsudan, Nordostkongo (nordwärts vom Uelé-Fluss), Uganda, Kenya, Tanganjika, Nordrhodesien, Nyasaland und Nordmosambik. Übergänge zur nächsten Form befinden sich im Gebiet der Edward-, Kivu- und Tanganjika-Seen.
Kongo-Löwe
Eine kleinere Löwenrasse mit verhältnismäßig schwacher und kurzhaariger Mähne, die nur den Hals und das vordere Brustteil umfasst. Vom Hals zieht sich ein schmaler Streifen längerer Haare dem Widerrist zu, doch reicht er oft nicht bis zu den Oberarmen. Die Halsbasis und der Oberarm sind mähnenlos; eine Bauchmähne ist ebenfalls nicht vorhanden. Die Ellenbogen-Haarbüschel sind gewöhnlich schwach ausgebildet.
Die Grundfärbung ist eher grau, graufahlgelb, im Alter fehlt praktisch immer die ausgeprägt erhaltene Jungzeichnung. Die Halsmähne ist licht, fahlgelb bis fahlbraun, nur oben und in der Nähe der Halsbasis dunkler gefärbt mit schwarzen Haaren untermischt. Die Ellenbogen-Haarbüschel sind bräunlich bis graubraun.
Die Vorkommen sind der Unterlauf des Kongo-Stromes, Nordangola, Südkongo (Katanga), Südostkongo und vielleicht auch die Nord- und Nordwestrandgebiete von Nordrhodesien. Im Gebiet der Edward-, Kivu- und der Tanganjika-Seen befindet sich der Übergang zur vorgenannten Rasse.
Südafrikanischer Löwe
Der Südafrikanische Löwe wird als die schönste der derzeit lebenden Löwenrassen bezeichnet. Die Mähne ist regelmäßig sehr gut entwickelt, sie bedeckt Hals und Brust und reicht mit einem breiten Streifen auf und über die Schulterblätter. Manchmal fällt sie sogar bis auf den oberen Teil der Oberarme. Auf den Ellenbogen befinden sich starke Haarbüschel. Die Bauchmähne ist nie vorhanden, in den Weichen kann sich jedoch ein kleineres oder größeres Büschel langer Haare bilden. Es finden sich Exemplare mit verhältnismäßig schwachen Mähnen, aber praktisch nie mähnenlose.
Die Grundfärbung ist recht variabel, doch meist etwas dunkler, fahlgelbbraun. Die Haarspitzen sind gewöhnlich schwarz, der Schwanz im hinteren Viertel dunkel bis schwärzlich.
Die Mähne ist in der Regel ausdrucksvoll dunkler als der Körper, dunkelgraubraun bis braunschwarz oder schwarz. Eine lichte Mähne ist selten. Auf den Ellenbogen sind Büschel langer Haare, eventuell auch in den Weichen; bei dunkelmähnigen Tieren sind sie ebenfalls dunkelgraubraun oder braunschwarz.
Die Gesamtlänge einschließlich Schwanz der männlichen Tiere beträgt 270 bis 308 Zentimeter, der weiblichen 140 bis 270 Zentimeter.
Verbreitet ist der südafrikanische Löwe im Krüger-Nationalpark, Nordtransvaal, Südmosambik, Südteile Zambiens, Betuschanaland, Damarsland und Namayualand. Früher griff er augenscheinlich noch etwas mehr südwärts ein, wo er mit der nachfolgend beschriebenen Löwenrasse in Berührung kam.
Kaplöwe
Der Kaplöwe wurde Mitte des 19. Jahrhunderts völlig ausgerottet. Es handelte sich um eine große Löwenrasse mit einer mächtigen Mähne, die noch umfangreicher ist als die des Berberlöwen. Die Mähne bedeckt Nacken, Brust, Schultern, Oberarme und reicht mit einem breiten Streifen an und über die Schulterblätter und darüber hinaus bis zum Rücken. Von dort steigt jeweils ein Streifen langer Haare den Hinterrändern der Oberarme, die gewöhnlich in ihrem Unterteil mähnenlos sind, entlang und schließt sich den reich entwickelten Ellenbogen-Haarbüscheln und der Mähne auf der Unterbrust an. Von der Brust zieht sich nach hinten auf den Bauch ein Streifen langer Haare. Die Bauchmähne ist im hinteren Teil am längsten.
Die Grundfärbung ist verhältnismäßig dunkel, grauisch sandbraun, die Haarspitzen sind oft schwarz. Der hinter Schwanz ist dunkel bis schwarz
Die Mähne ist dunkel schwarzbraun bis schwarz, nur in der Kopfgegend lichter. Die Ellenbogenbüschel und sie Bauchmähne sind ebenfalls dunkel bis schwarz.
Die Körpergröße beträgt beim Männchen 280 bis 306 Zentimeter, der Weibchen 258 bis 288,5 Zentimeter (jeweils an präparierten Exemplaren gemessen).
Verbreitet war der Kaplöwe im südlichsten Teil Afrikas, im Kapland und Südnatal.
- Eurasien

Perser Löwe
Der Perser Löwe wurde in der ersten Hälfte des 20. Jahrhunderts ausgerottet. Es handelte sich um eine mittelgroße bis kleine Löwenrasse mit gut ausgebildeter Mähne, die jedoch nicht den Umfang erreichte wie beim Berber- oder Kaplöwen, außer Hals, Brust und einem Mähnenstreifen über die Schulterblätter bedeckte sie auch den Bauch.
Die Grundfärbung ist ziemlich dunkel, schmutzig graugelb oder rötlichbraun. Die Mähne ist meist dunkler gefärbt als der Körper, dunkelbraun bis schwarz durchsetzt.
Genaue Angaben über die Größe sind nicht bekannt.
Das Vorkommen des Perser Löwen war Mesopotamien, West-, Südwest- und Südiran.
Indischer Löwe
Eine große Löwenrasse mit gewöhnlich gut ausgebildeter Mähne, die den Nacken und die Brust bedeckt und mit einem Streifen Langhaare bis zum Widerrist reicht. Die Oberarme sind mähnenlos, hinter deren Hinterrändern kommen jedoch manchmal verlängerte Haare vor, die sozusagen eine Fortsetzung der Mähne bilden, die somit von den Schultern bis zum Ellenbogen herabreicht. Die Ellenbogen-Haarbüschel sind gut entwickelt; lange Haare wachsen auch verhältnismäßig tief unter dem Ellenbogen. Die Bauchmähne ist nicht ausgebildet.
Die Grundfärbung ist gräulich, grauisch isabellgelb oder isabellgelbbraun.
Die Mähne ist meistens hell gefärbt, nur stellenweise mit braunem Haar untermischt.
Die Gesamtlänge der männlichen Tiere beträgt 260 bis 280 Zentimeter, die Weibchen sind wesentlich kleiner.
Das Vorkommen des Indischen Löwen ist Gir Forest und Kathiawar, früher auch in Nordwest- und Zentralindien.
Europäischer Löwe
Genaue Berichte über den ausgestorbenen Europäischen Löwen liegen nicht vor. Helmut Hemmer studierte alte plastische Darstellungen und setzt eine ziemlich starke Mähne voraus, die Hals und Brust bedeckte. Eine Bauchmähne hatte der Europäische Löwe wahrscheinlich nicht. Die Mähne war augenscheinlich licht gefärbt.
Verbreitet war der Europäische Löwe auf der Balkanhalbinsel, in Kleinasien; weiter südostwärts bildete er wahrscheinlich einen Übergang zur Perserrasse.

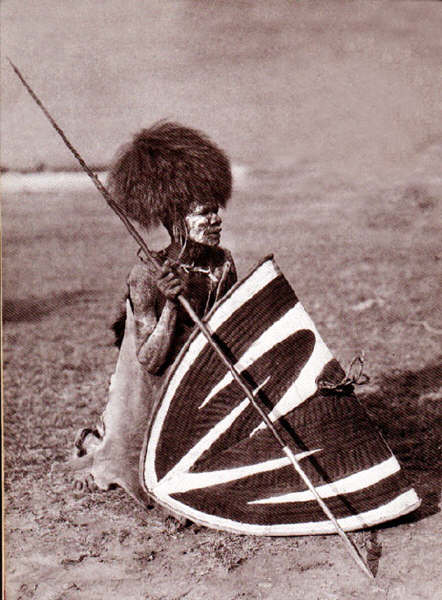
Luo-Krieger mit Löwenfell (zwischen 1902 und 1913)
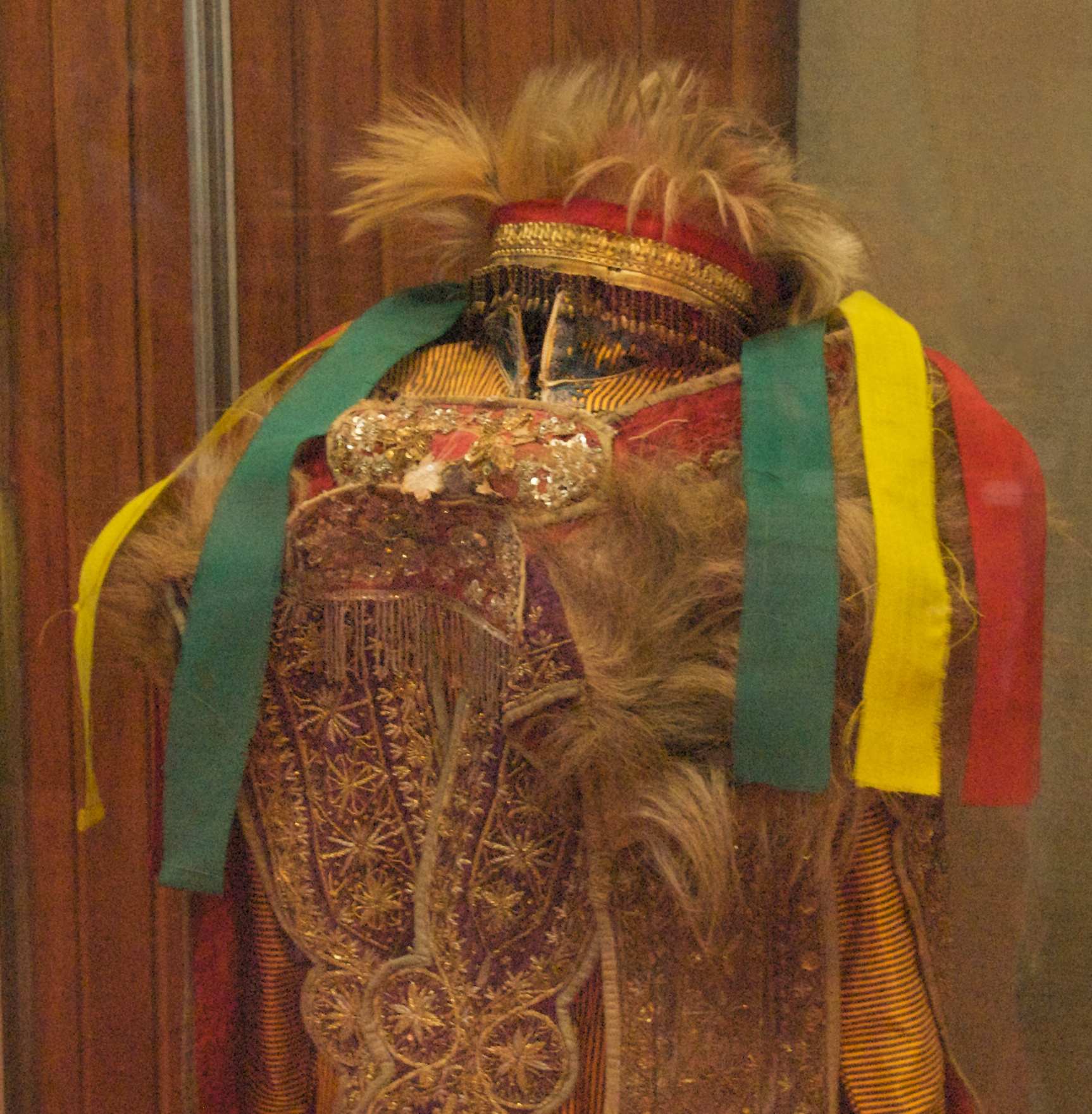
Äthiopische Königskrone mit Löwenmähne
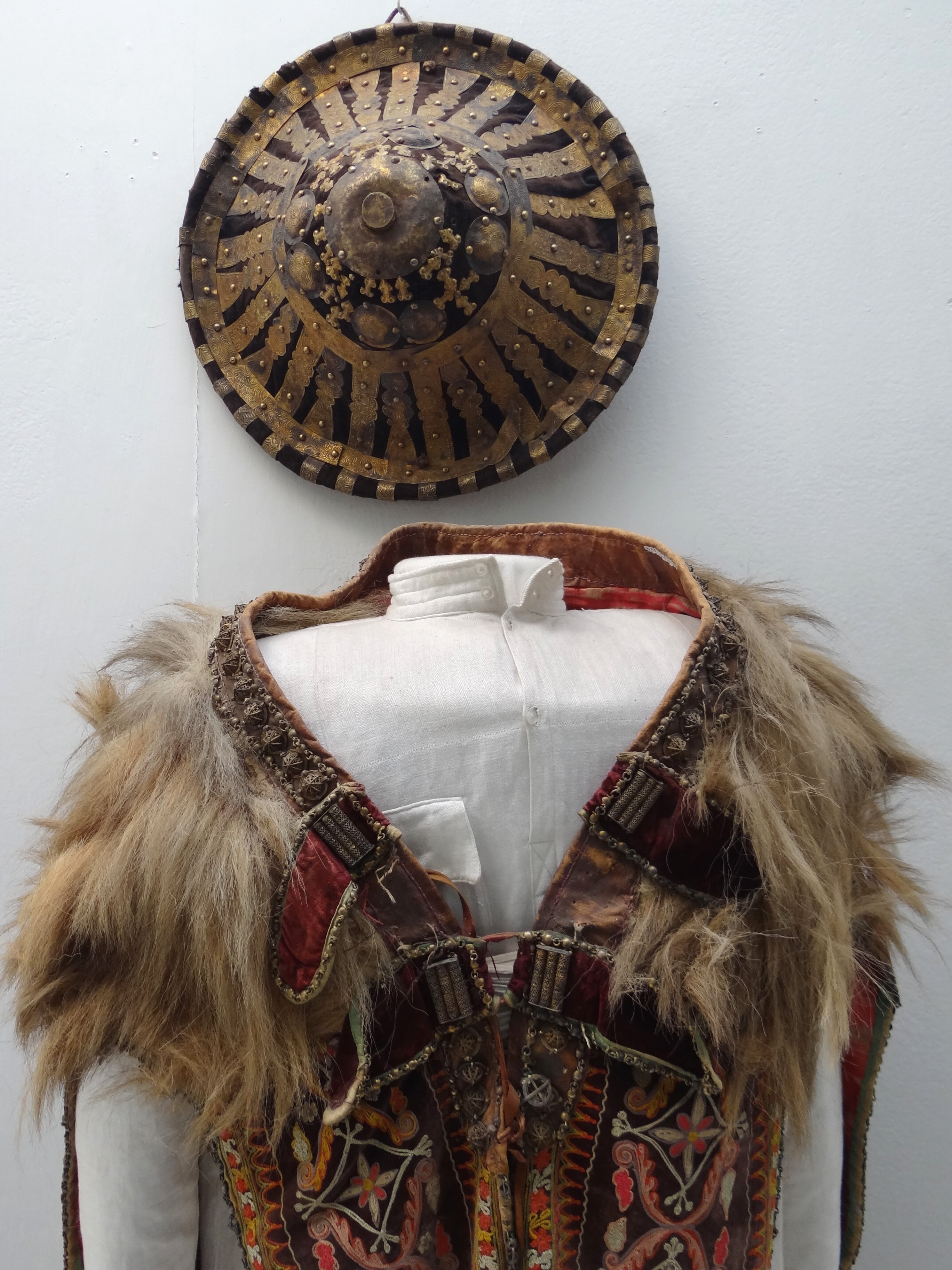
Kragendetail äthiopischer Kleidung mit Mähnenhaar
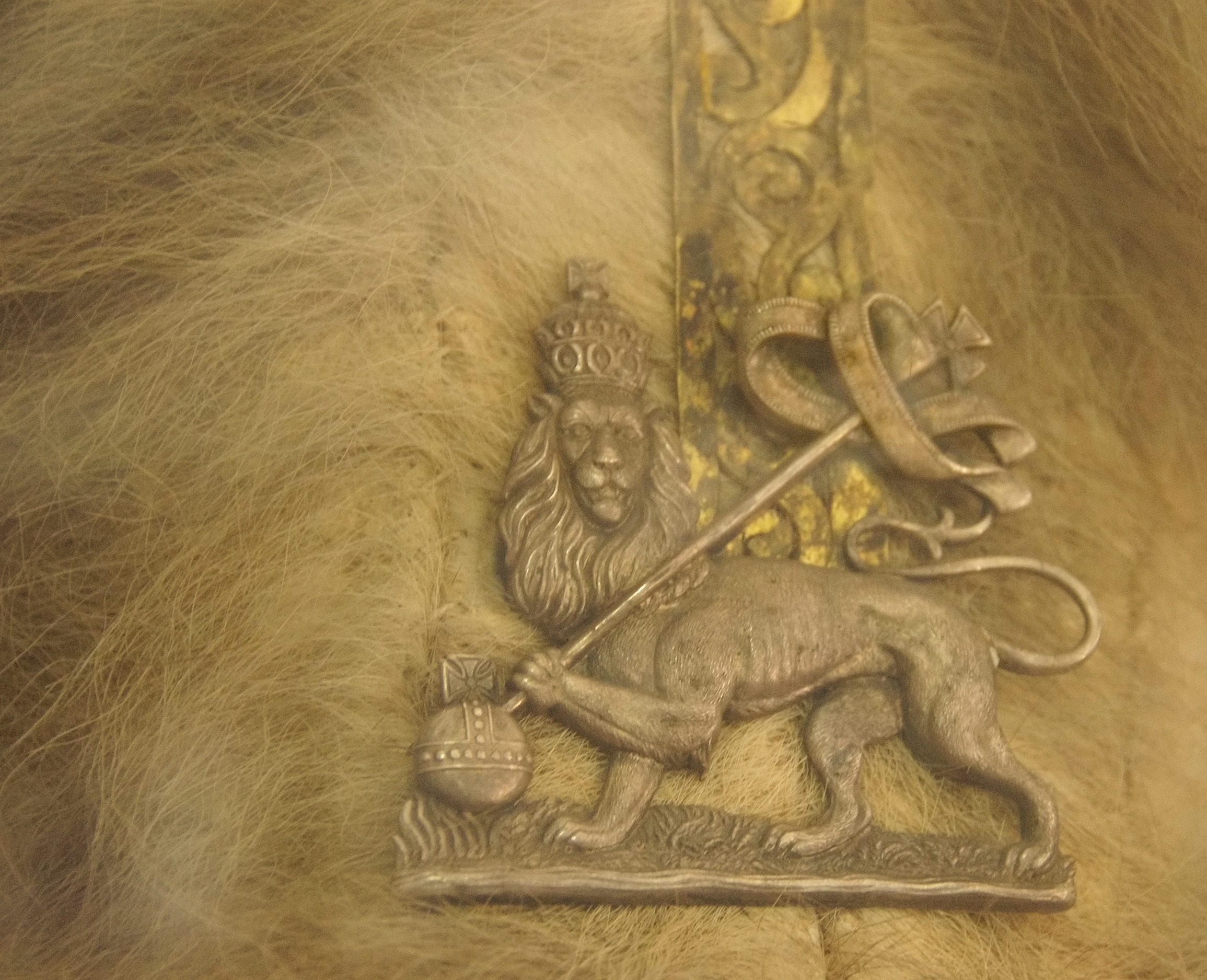
Löwe Judas auf einem Cape aus Löwenfell, Äthiopien

## Zahlen, Fakten
- 1911 schreibt Emil Brass, dass der Berberlöwe fast ausgerottet und seine Felle sehr wertvoll seien. Andere Löwenfelle kamen von Tieren aus Menagerien und Zoologischen Gärten, sie waren besser als die Felle aus freier Wildbahn. Ein Fell mit guter Mähne aus dem Zoo erzielte etwa 1000 Mark, ein ostafrikanisches Fell 300 bis 400 Mark (1925 = bis 600 Mark). Löwinnenfelle waren schwer verkäuflich und deshalb nur etwa 50 Mark wert. Jährlich kamen zu der Zeit etwa 100 Löwenfelle in den Handel (Larisch/Schmid veröffentlichten zehn Jahre zuvor erstmals Welthandelszahlen für Löwenfelle, sie gaben 200 Stück an[12]).[13][14]

## Anmerkung
1. ↑  Die Angabe für ein Body erfolgte nur, um die Fellsorten besser vergleichbar zu machen. Tatsächlich wurden nur für kleine (bis etwa Bisamgröße) sowie für jeweils gängige Fellarten Bodys hergestellt, außerdem für Fellstücken. Folgende Maße für ein Mantelbody wurden zugrunde gelegt: Körper = Höhe 112 cm, Breite unten 160 cm, Breite oben 140 cm, Ärmel = 60 × 140 cm.
2. ↑  Die angegebenen vergleichenden Werte (Koeffizienten) sind das Ergebnis vergleichender Prüfung durch Kürschner und Rauchwarenhändler in Bezug auf den Grad der offenbaren Abnutzung. Die Zahlen sind nicht eindeutig, zu den subjektiven Beobachtungen der Haltbarkeit in der Praxis kommen in jedem Einzelfall Beeinflussungen durch Pelzzurichtung und Pelzveredlung sowie zahlreiche weitere Faktoren hinzu. Eine genauere Angabe könnte nur auf wissenschaftlicher Grundlage ermittelt werden. Die Einteilung erfolgte in Stufen von jeweils zehn Prozent. Die nach praktischer Erfahrung haltbarsten Fellarten wurden auf 100 Prozent gesetzt.

## Belege
1. ↑  
Christian Franke/Johanna Kroll: Jury Fränkel´s Rauchwaren-Handbuch 1988/89. 10. überarbeitete und ergänzte Neuauflage, Rifra-Verlag Murrhardt, S. 95–96.
2. 1 2 3  Fritz Schmidt: Das Buch von den Pelztieren und Pelzen. F. C. Mayer Verlag, München 1970, S. 155–157.
3. 1 2 3 4 5 6 7 8  
V. Mazák: Der Löwe. In: Das Pelzgewerbe, Jg. XIX/Neue Folge, 1968 Heft 3, Hermelin-Verlag Dr. Paul Schöps, Berlin u. a., S. 3–27.
4. ↑  Francis Weiss: Pelze in der Archäologie. In: Pelz International Heft 10, Oktober 1980, S. 38.
5. ↑  Hans-Günter Buchholz (Hrsg.): Erkennungs-, Rang- und Würdezeichen. Vandenhoeck & Ruprecht, Göttingen 2012, S. 100, ISBN 978-3-525-25443-1.
6. ↑  Ein Bericht der Banco di Roma: Äthiopien und seine Fellproduktion. In: Der Rauchwarenmarkt Nr. 31, Leipzig 6. August 1937, S. 1–2.
7. ↑  tomcribb.freeservers.com: Places of Interest in Tom Cribb's History. Abgerufen am 26. Dezember 2014.
8. ↑  http://www1.wdr.de:/ 4.500 Gäste bei Trauerfeier für Mandela. 15. Dezember 2013. Abgerufen am 25. Dezember 2014.
9. ↑  Paul Schöps u. a.: Der Materialbedarf für Pelzbekleidung. In: Das Pelzgewerbe Jg. XVI / Neue Folge 1965 Nr. 1, Hermelin-Verlag Dr. Paul Schöps, Berlin u. a., S. 7–12.
10. ↑  Paul Schöps; H. Brauckhoff, Stuttgart; K. Häse, Leipzig, Richard König, Frankfurt/Main; W. Straube-Daiber, Stuttgart: Die Haltbarkeitskoeffizienten der Pelzfelle. In: Das Pelzgewerbe, Jahrgang XV, Neue Folge, 1964, Nr. 2, Hermelin Verlag Dr. Paul Schöps, Berlin, Frankfurt/Main, Leipzig, Wien, S. 56–58.
11. ↑  www.geo.de, GEOlino Nr. 6/02 : Britta Bombien: Die Könige der Löwen. Juni 2006. Abgerufen am 26. Dezember 2013.
12. ↑  Paul Schöps: Die Weltproduktion an Fellwerk der Großkatzen. In: Hermelin XLI Nr. 6, Berlin und Leipzig, 1972, S. 4–5.
13. ↑  Emil Brass: Aus dem Reiche der Pelze. 1. Auflage, Verlag der „Neuen Pelzwaren-Zeitung und Kürschner-Zeitung“, Berlin 1911, S. 467–470.
14. ↑  Emil Brass: Aus dem Reiche der Pelze. 2. verbesserte Auflage, Verlag der „Neuen Pelzwaren-Zeitung und Kürschner-Zeitung“, Berlin 1925, S. 388–390.